# NGC 2983
NGC 2983 este o galaxie lenticulară situată în constelația Hidra. A fost descoperită în 10 martie 1785 de către William Herschel. Se află la o distanță de 29,06 de megaparseci de Pământ.